# Keng Ting
Keng Ting (Geng Ding) (a jóslócsontokon szereplő nevén: Kang Ting (Kāng Dīng) 康丁; adott nevén: Hsziao (Xiao) 嚣) Kína első történeti dinasztiájának, a Sang (Shang)-ház a 27. vagy 28. uralkodója.

## Élete, uralkodása
A Nagy Történetíró, Sze-ma Csien (Sima Qian) művében, A történetíró feljegyzései szerint Keng Ting (Geng Ding) a Sang (Shang)-dinasztia 28. uralkodója volt, aki bátyját, Lin Hszin (Lin Xin)t követte a trónon. Trónra lépésekor fővárosát Jin (Yin)ben (殷) rendezte be. Egyes források szerint 6, más források szerint 8 évig uralkodott. Halálakor fia, Vu Ji (Wu Yi) lépett az örökébe.